# Parque Estadual Professor José Wachowicz
O Parque Estadual Professor José Wachowicz é uma unidade de conservação situada no município brasileiro de Araucária, no estado do Paraná. A unidade de conservação, com área de 119,05 hectares, foi criada pelo Decreto Estadual nº 5766 de 5 de junho de 2002.